# Mariama Signaté
Mariama Camara Signaté, född 22 juli 1985 i Dakar, Senegal, är en fransk tidigare handbollsspelare (vänsternia).

## Klubblagskarriär
Signaté började spela handboll som barn i Toulon 1990. Därefter spelade vänsternian som elitspelare mellan 2003 och 2005 i Le Havre. Hennes nästa stopp var Fleury-les-Aubrais, där hon spelade i tre år. 2008 anslöt Signate till HBC Nimes, med vilken hon vann EHF Challenge Cup 2009. Säsongen 2008/2009 var en bra säsong.
Sommaren 2010 flyttade Signaté utomlands till Danmark och Aalborg DH. Efter bara en säsong i Danmark återvände hon till Frankrike och ligaklubben Issy Paris HB. Efter tre säsonger i Issy-Paris, beslutade Signate att gå till ungerska Érd HC. Hon hade som huvudorsak tränaren Edina Szabó i Érd och teknisk chef för det franska landslaget som hon länge hade samarbetat med. I september 2018 tvingades hon lämna klubben efter ett bråk med tränaren. Szabó började trakassera henne då hon förstod att klubben var i ekonomiska svårigheter. Signaté sa upp kontraktet den 13 september men efter detta försökte Erd  att omöjliggöra hennes övergång internationellt flera månader men med hjälp av franska handbollsförbundet kunde slutligen komma till  Chambray Touraine HB där hon spelade sin sista säsong innan hon avslutade karriären 2019.

## Landslagskarriär
2004 spelade hon med Frankrike vid junior-EM i Tjeckien och kom på 4:e plats. Signaté debuterade i det franska landslaget senare den 22 oktober 2004 i en match i Tyskland mot Norge. I december samma år 2004 mästerskapsdebuterade hon vid Europamästerskapet i handboll för damer 2004 i Ungern, där Frankrike slutade på elfte plats. Upprepade skador gjorde att hon missade VM 2005 och EM 2006. En operation genom artroskopi av vänster knä i september 2007 höll på omöjliggöra VM-spel 2007. Men hon lyckades komma tillbaka och deltog vid världsmästerskapet i handboll för damer 2007 i Frankrike och slutade på 5:e plats. Hon var 2007 framför allt en bra försvarsspelare. 2008 skadade hon handen. Hon kunde inte spela i den olympiska kvalificeringsturneringen men behöll sin plats bland de 14 spelare som Frankrikes spelade med  i Peking. Hon representerade alltså  Frankrike vid OS 2008 i Peking, där Frankrike slutade på en 5:e plats. Detta upprepade hon vid OS 2012 i London. Världsmästerskapet i handboll för damer 2009 i Kina blev höjdpunkten i karriären. Frankrike vann silvermedaljen och Signate blev uttagen i All Star-Team som turneringens bästa vänsternia. Signaté vann åter silver i VM 2011 i Brasilien. Hon spelade även VM 2013 för Frankrike. Signaté spelade sammanlagt 147 matcher för Frankrike och gjorde 424 mål i landslaget.

## Klubbmeriter
- EHF Challenge Cup:   2009 med  OGC Nice,   2014 med Issy Paris
- Cupvinnarcupen  2013 med Issy Paris

## Individuella utmärkelser
- Vänsternia i All Star Team vid VM 2009 i Kina